# Godomey
Godomey est un des arrondissements de la commune d'Abomey-Calavi, située dans le département de l'Atlantique, au Bénin.

## Administration
L'Arrondissement de Godomey est subdivisé en villages et quartier de villes

### Villages et quartiers de ville
Les villages et quartier de villes de l'arrondissement de Godomey se présentent comme suit':
- Cocotomey
- Akassato
- Godomey Togoudo
- Dèkoungbé
- Cococodji
- Tankpè
- Togbin
- Assrossa
- Agonkanmè
- Atrokpo-Codji
- Fignonhou
- Maria-gléta
- Alègléta

## Population
Selon le recensement général de 2013, la population de l'arrondissement est de 253 262 habitants.

## Culture
Godomey compte le Centre Art et Cultures, ouvert en 2015, comprenant une bibliothèque, une salle d’exposition d’arts visuels, le musée de la Récade et des résidences d’artistes.

## Galerie de photos

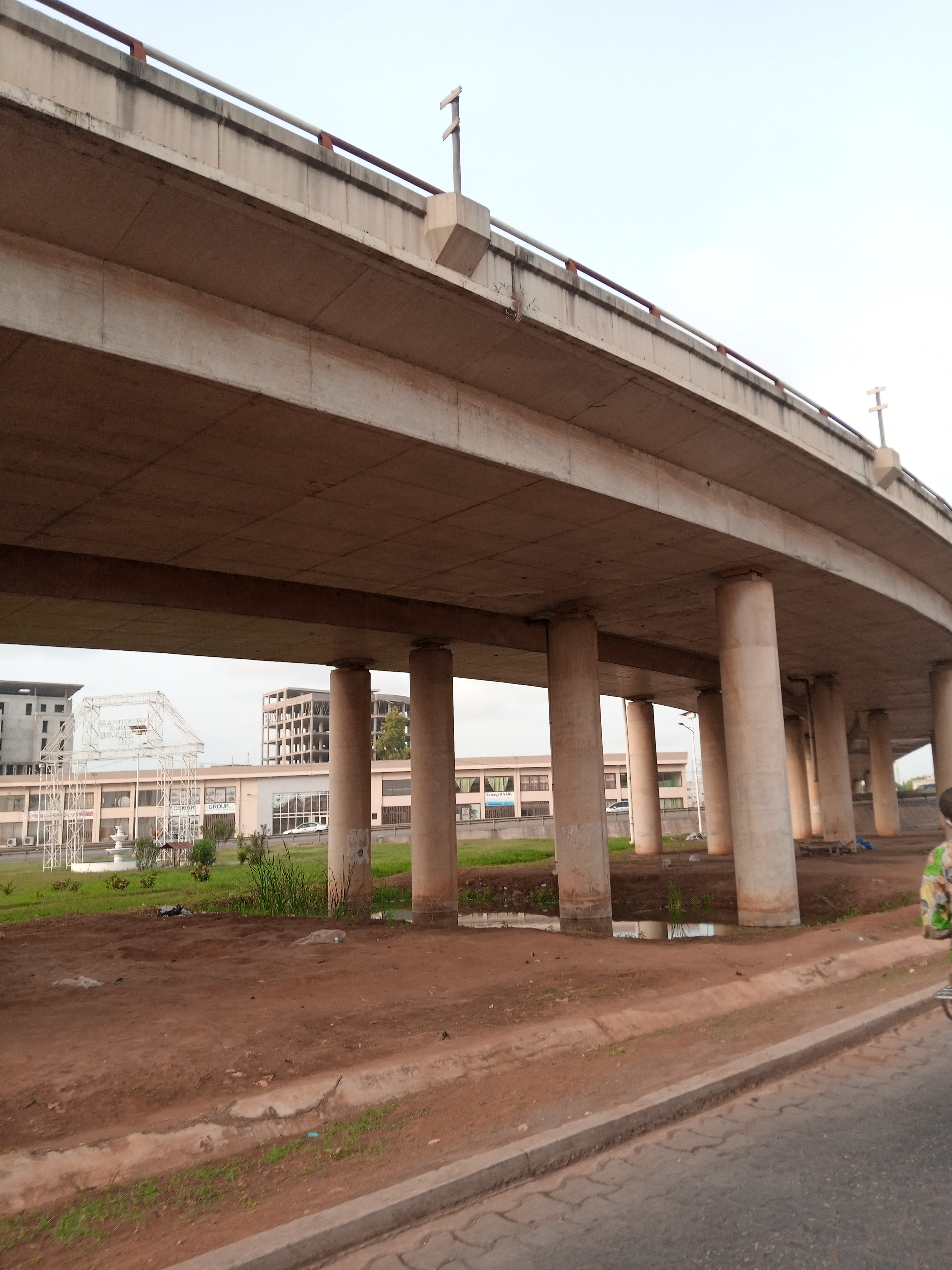
Échangeur de Godomey
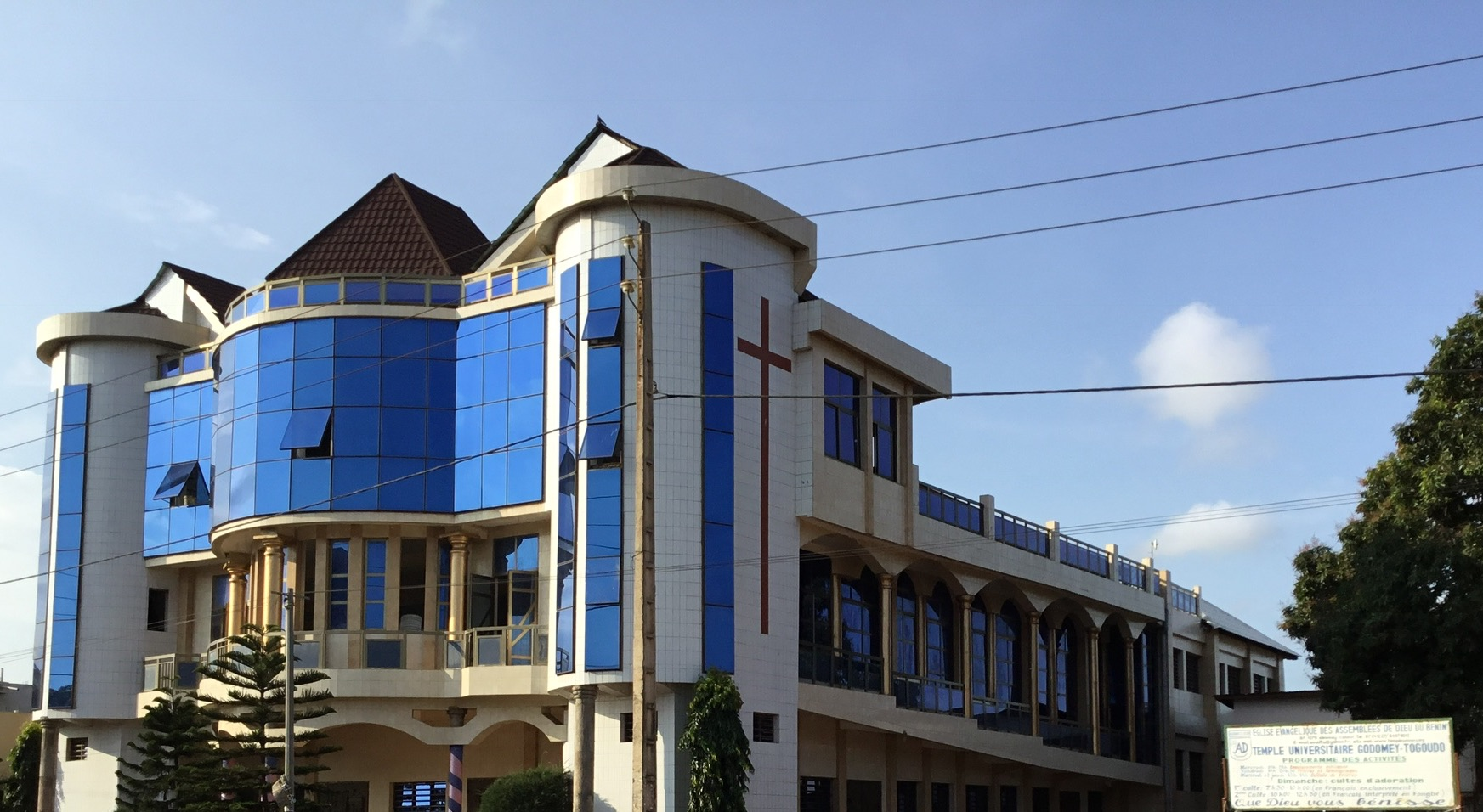
Église Évangélique des Assemblées de Dieu – Temple Universitaire Godomey
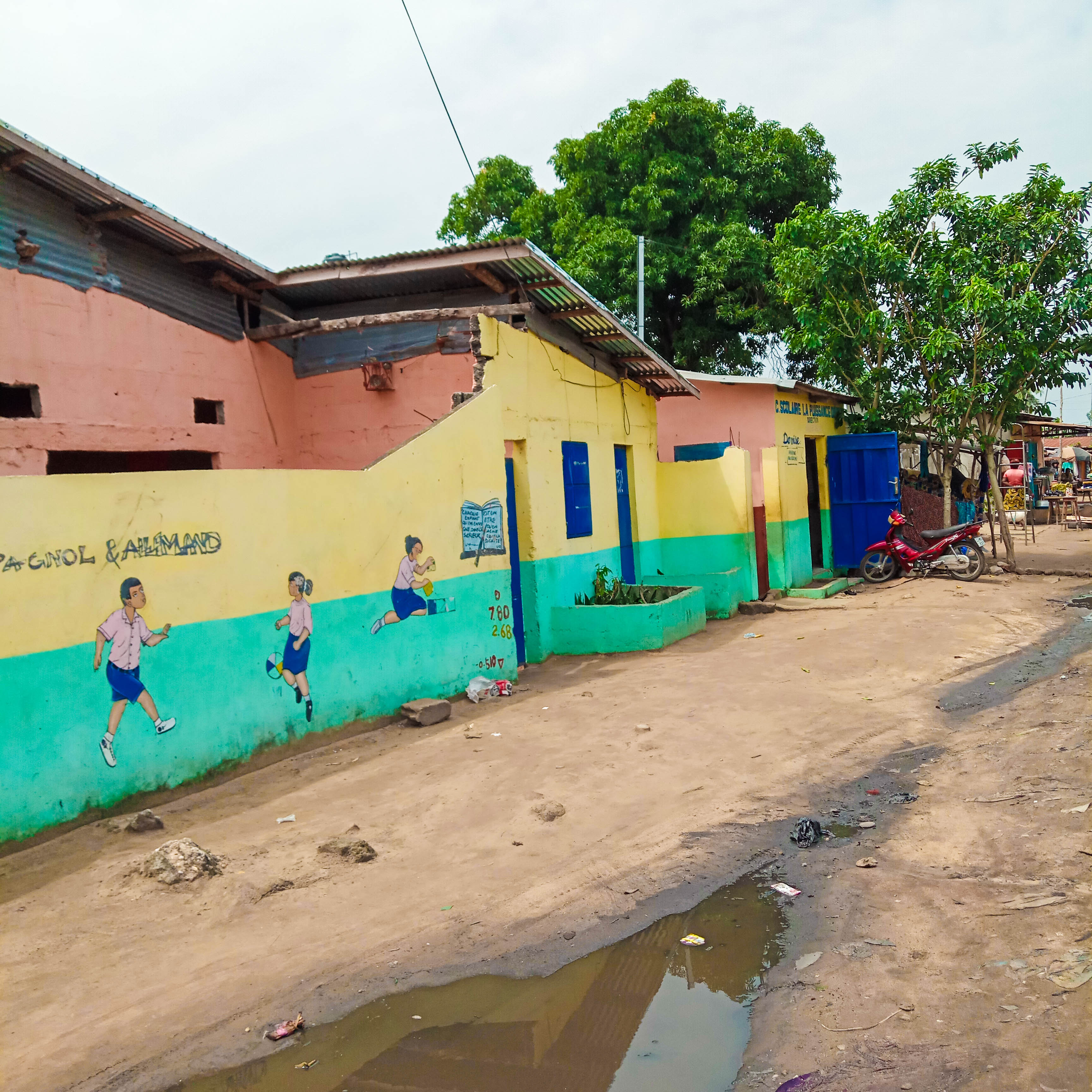
Clôture de l'école primaire publique de Godomey
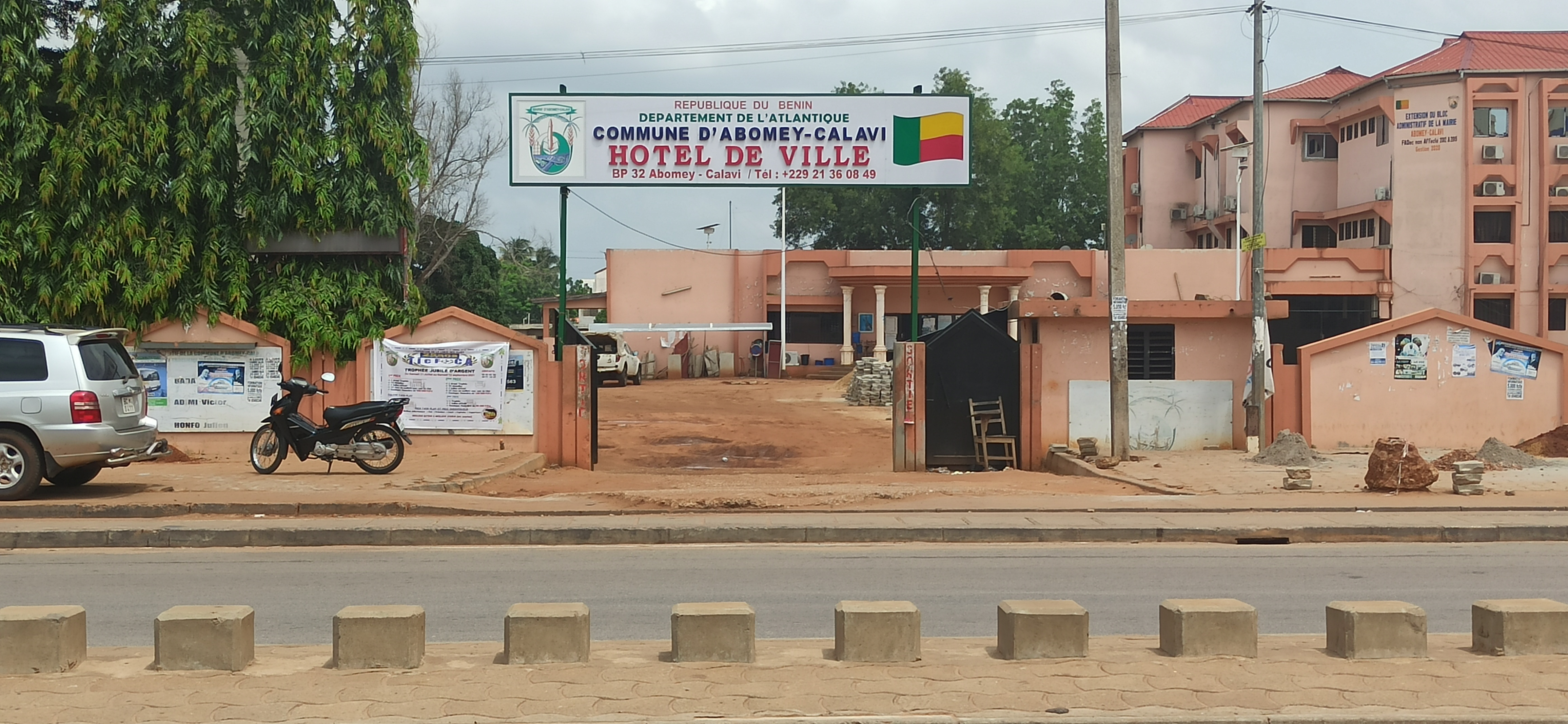
Commune d'Abomey-calavi